# Río Grande (Jayuya)
Río Grande es un barrio ubicado en el municipio de Jayuya en el estado libre asociado de Puerto Rico. En el Censo de 2010 tenía una población de 879 habitantes y una densidad poblacional de 179,28 personas por km².

## Geografía
Río Grande se encuentra ubicado en las coordenadas 18°13′49″N 66°34′18″O / 18.23028, -66.57167. Según la Oficina del Censo de los Estados Unidos, Río Grande tiene una superficie total de 4.9 km², de la cual 4.9 km² corresponden a tierra firme.

## Demografía
Según el censo de 2010, había 879 personas residiendo en Río Grande. La densidad de población era de 179,28 hab./km². De los 879 habitantes, Río Grande estaba compuesto por el 92.15% blancos, el 1.82% eran afroamericanos, el 0.23% eran amerindios, el 0.11% eran isleños del Pacífico, el 3.53% eran de otras razas y el 2.16% pertenecían a dos o más razas. Del total de la población el 99.32% eran hispanos o latinos de cualquier raza.